# 中国国民党革命委员会新疆维吾尔自治区委员会
中国国民党革命委员会新疆维吾尔自治区委员会，简称民革新疆维吾尔自治区委、新疆民革，是中国国民党革命委员会在新疆维吾尔自治区的地方组织。